# Немировский, Стефан Юрьевич
Стефан Юрьевич Немировский (род. 1973) — российский математик, специалист в области многомерного комплексного анализа, член-корреспондент РАН (2008).
Главный научный сотрудник, директор Научно-образовательного центра МИАН.
Преподаёт в Независимом московском университете.
Член клуба «1 июля».
В 2008 году — избран членом-корреспондентом РАН.

## Научная деятельность
Автор более 20 научных статей.
Основные научные результаты: методами геометрической топологии гладких четырёхмерных многообразий доказана гипотеза Витушкина А. Г. о несуществовании непостоянных голоморфных функций в окрестности гомологически нетривиальной двумерной сферы в комплексной проективной плоскости; доказана теорема униформизации для строго псевдовыпуклых штейновых областей с вещественно-аналитическими границами (совместно с Шафиковым Р. Г.); решена задача Гивенталя А. Б. и Ф. Лалонда о несуществовании лагранжевых вложений четномерной бутылки Клейна в стандартное симплектическое пространство.

## Общественная позиция
В феврале 2022 года подписал открытое письмо российских учёных и научных журналистов с осуждением вторжения России на Украину и призывом вывести российские войска с украинской территории.

## Награды
- Лауреат медали РАН с премией для молодых учёных РАН
- Лауреат премии Московского математического общества для молодых математиков
- Лауреат премии Европейского математического общества (2000)